# Lincoln (película de 1992)
Lincoln es una película de historia y biografía de 1992, dirigida por Peter W. Kunhardt y James A. Edgar, basada en el libro Lincoln de Philip Kunhardt III, Philip Kunhardt Jr. y Peter W. Kunhardt, musicalizada por Alan Menken, en la fotografía estuvo Allan Palmer y en el elenco están (haciendo las voces) Jason Robards, James Earl Jones y Glenn Close, entre otros. El filme fue realizado por Kunhardt Films, se estrenó el 26 de diciembre de 1992.

## Sinopsis
Cuenta la historia de Abraham Lincoln, presidente número dieciséis de Estados Unidos y el primero del Partido Republicano.